# Финал Лиги чемпионов УЕФА 2008
Финал Лиги чемпионов УЕФА 2008 (англ. 2008 UEFA Champions League Final) — футбольный матч, прошедший 21 мая 2008 года на стадионе «Лужники» (Москва, Россия), чтобы определить победителя Лиги чемпионов УЕФА сезона 2007/08. В матче встретились «Манчестер Юнайтед» и «Челси», благодаря чему он стал первым английским финалом в истории турнира и третьим (после финалов 2000 и 2003 года), в котором участвовали две команды из одной и той же страны. Из-за разницы в часовых зонах между Москвой и европейскими странами матч начался в 22:45 по московскому времени (UTC+4). Таким образом, данный финальный матч Лиги Чемпионов стал первым, который начался в один день и закончился в другой.
Это был первый финальный матч Лиги чемпионов, проведённый в России. Кроме того, этот финал стал самым восточным в истории турнира. Для проведения этого матча правительство Российской Федерации пошло на беспрецедентные меры: английским болельщикам команд-финалистов в течение трёх дней до и после матча был разрешён въезд в Россию без визы, только по предъявлении паспорта и оригинала билета на матч. На матче присутствовало более 69 тысяч человек.
Основное и дополнительное время матча завершилось вничью — 1:1. Криштиану Роналду открыл счёт ударом головой на 26-й минуте после передачи Уэса Брауна, но незадолго до перерыва «Челси» сравнял счёт усилиями Фрэнка Лэмпарда. Победу в игре в серии послематчевых пенальти со счётом 6:5 одержал «Манчестер Юнайтед», завоевавший свой третий Кубок Лиги чемпионов. Для проигравшего «Челси» матч стал первым финалом Лиги чемпионов в истории клуба.

## Путь к финалу
| Команда             | М | В | Н | П | МЗ | МП | РМ  | О  |
| ------------------- | - | - | - | - | -- | -- | --- | -- |
| Манчестер Юнайтед   | 6 | 5 | 1 | 0 | 13 | 4  | +9  | 16 |
| Рома                | 6 | 3 | 2 | 1 | 11 | 6  | +5  | 11 |
| Спортинг (Лиссабон) | 6 | 2 | 1 | 3 | 9  | 8  | +1  | 7  |
| Динамо (Киев)       | 6 | 0 | 0 | 6 | 4  | 19 | −15 | 0  |

| Команда   | М | В | Н | П | МЗ | МП | РМ | О  |
| --------- | - | - | - | - | -- | -- | -- | -- |
| Челси     | 6 | 3 | 3 | 0 | 9  | 2  | +7 | 12 |
| Шальке 04 | 6 | 2 | 2 | 2 | 5  | 4  | +1 | 8  |
| Русенборг | 6 | 2 | 1 | 3 | 6  | 10 | −4 | 7  |
| Валенсия  | 6 | 1 | 2 | 3 | 2  | 6  | −4 | 5  |

### «Манчестер Юнайтед»

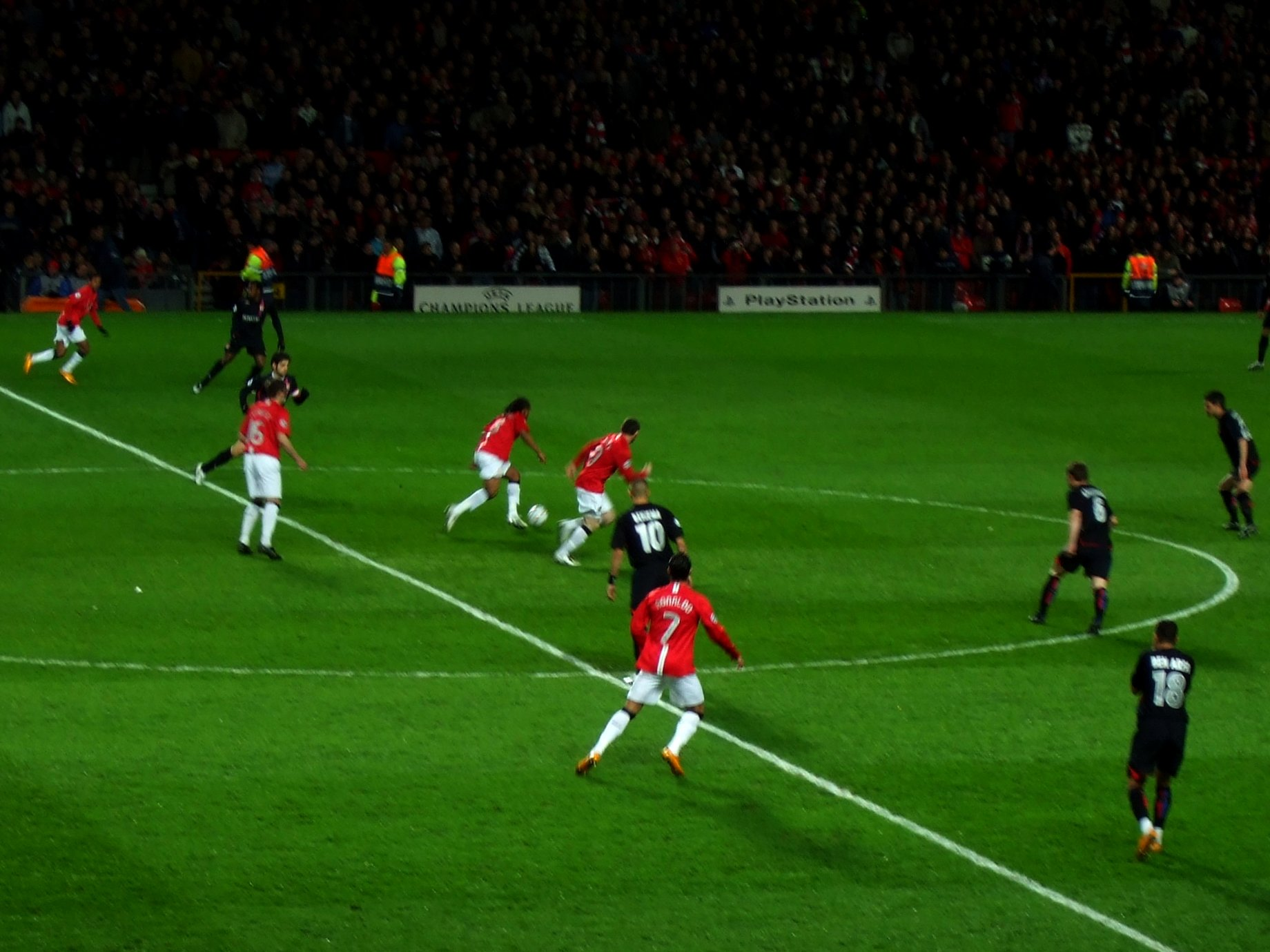
«Манчестер Юнайтед» одержал победу над французским «Лионом» со счётом 1:0 и установил рекорд продолжительности беспрерывной победной серии на своём поле

«Манчестер Юнайтед» попал в отборочную группу F вместе с итальянской «Ромой», португальским «Спортингом» и украинским «Динамо» (Киев). В первом туре «Юнайтед» отправился в Лиссабон, где гол Криштиану Роналду принёс англичанам победу над «Спортингом» со счётом 1:0. В следующем туре была добыта победа с таким же счётом над «Ромой», а затем в двух победных матчах с киевским «Динамо» «Манчестер» забил в сумме восемь мячей (4:2 в Киеве и 4:0 на «Олд Траффорд»). Обыграв в пятом туре у себя дома «Спортинг» (2:1), «Юнайтед» обеспечил себе первое место в группе. В последнем туре группового этапа команда отправилась в Рим, где «Манчестер» и «Рома», уже обеспечившие себе место в плей-офф, завершили матч вничью 1:1, свой первый гол за «Юнайтед» забил Жерар Пике. В итоге «Манчестер Юнайтед» набрал 16 очков, что является лучшим результатом среди всех победителей групп сезона 2007/2008.
В 1/8 финала «Юнайтед» предстояло сыграть с французским «Лионом». Первый матч, сыгранный в гостях, закончился ничьей 1:1. Ответный матч, прошедший на «Олд Траффорд», «Красные Дьяволы» выиграли со счётом 1:0 — единственный гол забил Криштиану Роналду.
В четвертьфинале «Юнайтед» снова встретился с соперником по групповому этапу — итальянской «Ромой». Первый матч, который команды играли в Риме, закончился победой «Манчестера» со счётом 2:0 после голов Криштиану Роналду и Уэйна Руни. Вторая игра прошла в Манчестере, на «Олд Траффорд», и завершилась победой хозяев с минимальным счётом 1:0. В этой встрече «Юнайтед» установил клубный рекорд, одержав 11-ю подряд домашнюю победу в Лиге чемпионов.
Полуфинальная жеребьёвка свела «Манчестер Юнайтед» с испанской «Барселоной». Команды не встречались в этом турнире после группового этапа сезона 1998/99. Первый полуфинальный поединок команд прошёл на «Камп Ноу» и закончился нулевой ничьей. Второй матч на «Олд Траффорд» «Юнайтед» выиграл 1:0 благодаря голу Пола Скоулза на 14-й минуте.
На пути к финалу «Манчестер Юнайтед» забил 19 мячей, семь из которых на счету Роналду. Из 12 матчей «Юнайтед» выиграл девять и три сыграл вничью, таким образом пройдя весь путь без поражений.

### «Челси»
«Челси» попал в группу B, в которую также входили немецкий «Шальке-04», норвежский «Русенборг» и испанская «Валенсия». После шести игр, среди которых было 3 победы и 3 ничьи, «Челси» с 12 очками вышел с первого места в группе в плей-офф.
На стадии 1/8 финала «Челси» противостоял греческий «Олимпиакос». Первый матч в Афинах окончился нулевой ничьей. Второй матч завершился победой лондонцев со счётом 3:0 благодаря голам Михаэля Баллака, Фрэнка Лэмпарда и Саломона Калу.
Противником «Челси» в четвертьфинале стал турецкий «Фенербахче». Первый матч состоялся на стадионе Шюкрю Сараджоглу в Стамбуле и закончился победой хозяев со счётом 2:1. «Челси» выиграл ответный матч на «Стэмфорд Бридж» 2:0 (отличились Баллак и Лэмпард); выиграв по сумме двух матчей 3:2, английская команда вышла в полуфинал.
Следующим соперником лондонцев стал знакомый по выступлениям на национальной арене клуб «Ливерпуль». Эти команды встретились в Лиге чемпионов в четвёртый раз подряд. Первый матч прошёл в Ливерпуле, на стадионе «Энфилд», где хозяева поля выигрывали 1:0 до 95-й минуты благодаря голу Кёйта. Однако на последней минуте добавочного времени после атаки «Челси» по левому флангу и подачи в штрафную Саломона Калу мяч в собственные ворота срезал норвежец Риисе. Ответный матч завершился с таким же счётом, и судьба поединка решилась в дополнительное время, где голы Дидье Дрогба и Фрэнка Лэмпарда вывели «Челси» в финал Лиги чемпионов.

## Организация матча

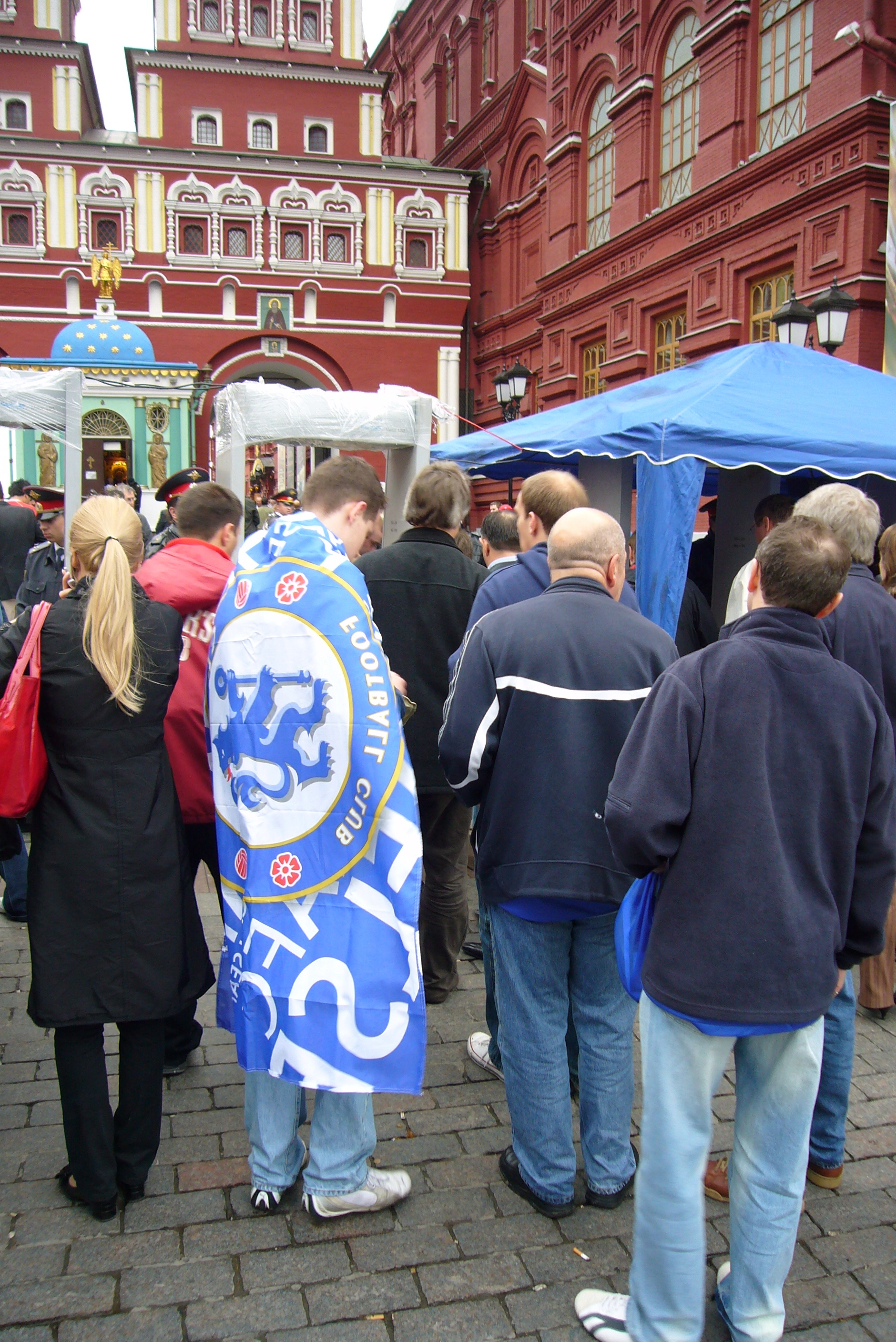
Болельщики «Челси» на Манежной площади

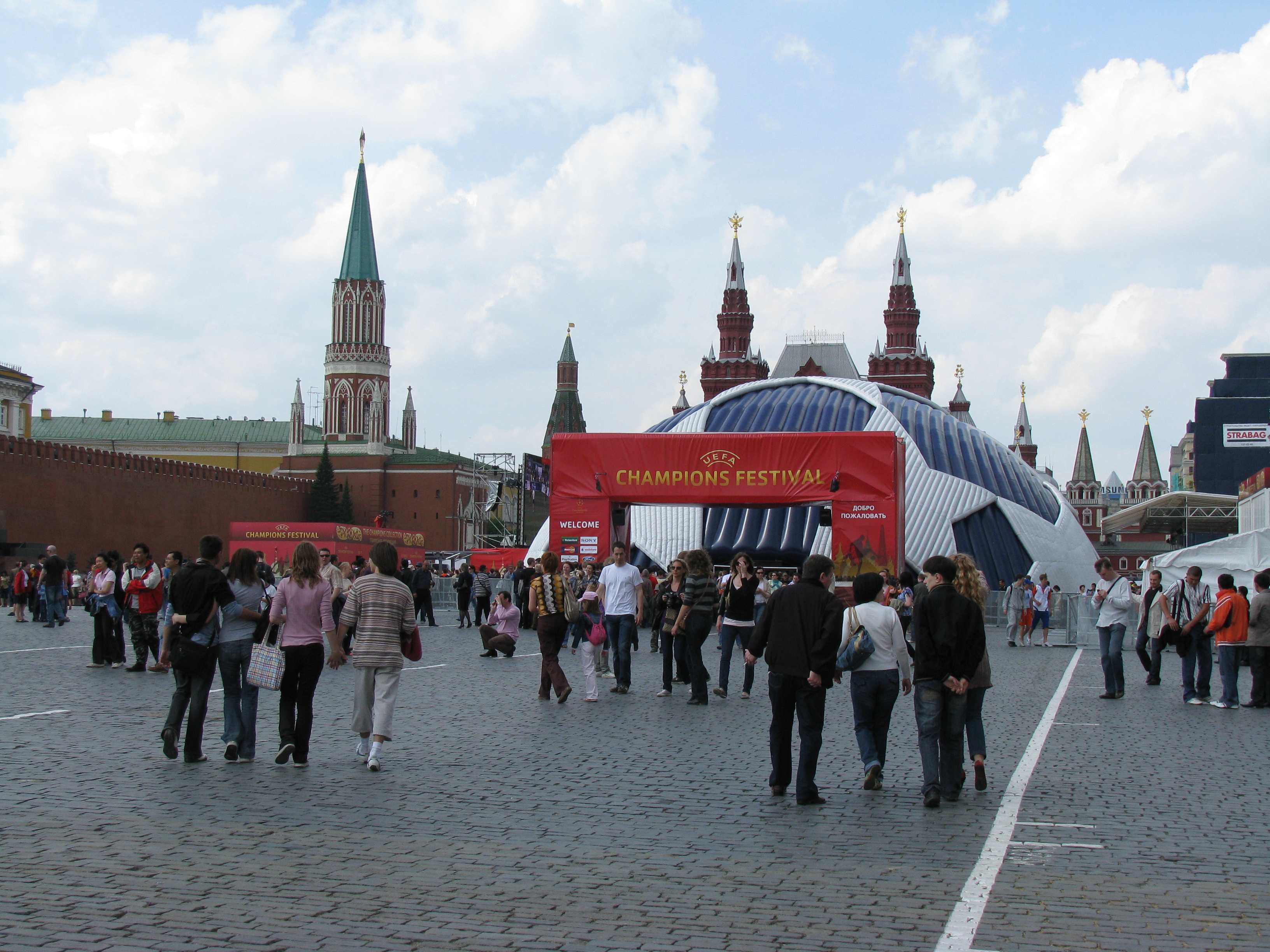
Футбольный городок на Красной площади

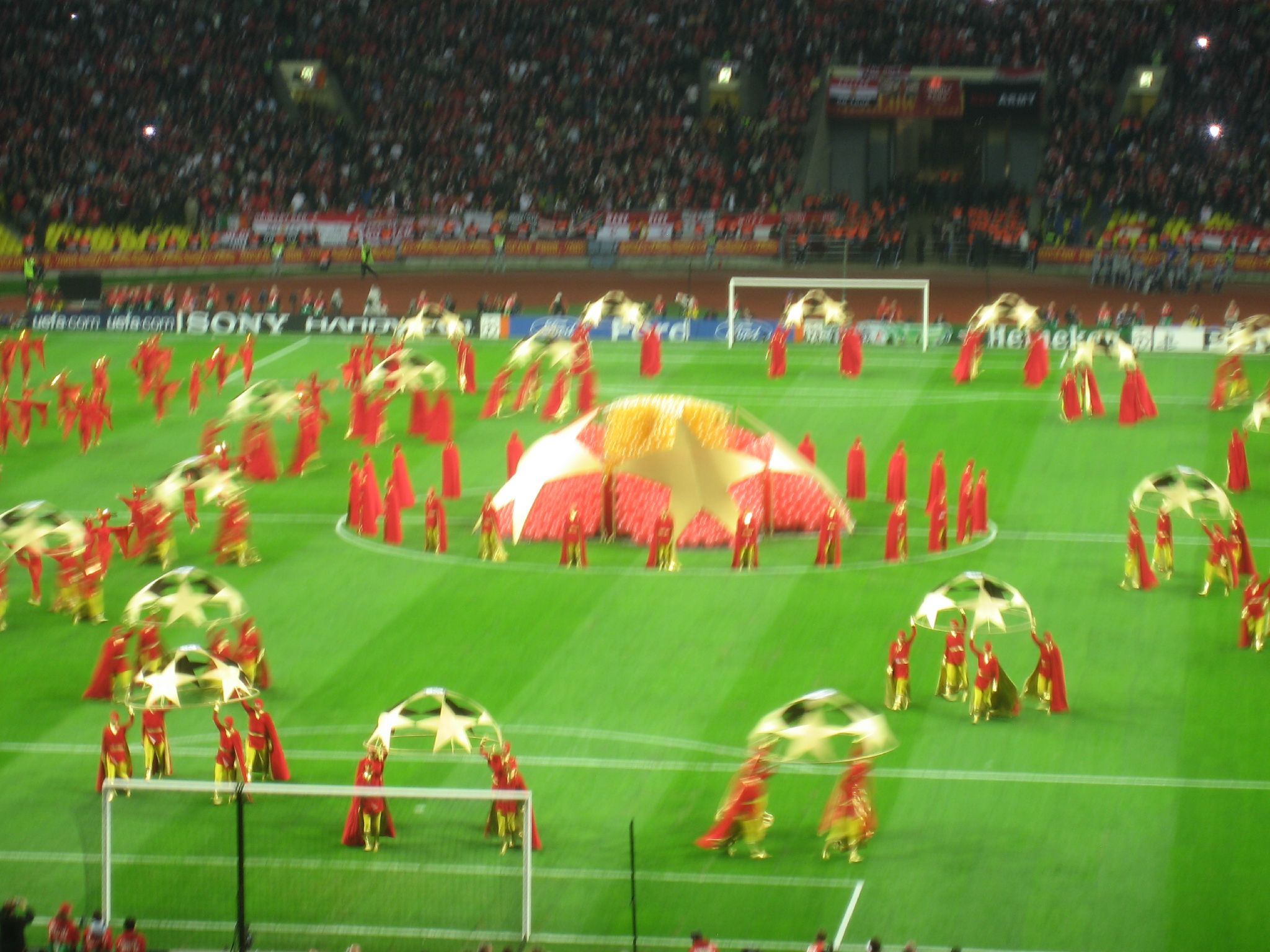
Церемония открытия финального матча

### Стадион
Стадион «Лужники» был выбран в качестве места проведения матча на заседании исполнительного комитета УЕФА в Любляне 4 октября 2006 года. На этом заседании исполком УЕФА выбрал арены, на которых пройдут финалы европейских клубных турниров в 2008 и 2009 годах. Выбор арен для финалов Лиги чемпионов и Кубка УЕФА был сделан на основании таких критериев, как вместительность, безопасность, простота доступа, транспортная инфраструктура, условия для болельщиков и коммерческий потенциал. Московская арена на закрытом голосовании опередила лондонский «Уэмбли», олимпийские стадионы Берлина, Севильи и Рима — последний был выбран местом проведения финала 2009 года.
Финальный матч Лиги чемпионов никогда раньше не проводился в России, что означало, что эта игра станет самым восточным финалом в истории турнира, однако ранее «Лужники» принимали финал Кубка УЕФА 1999 года, в котором итальянская Парма победила французский Марсель со счётом 3:0.
Проектирование стадиона — большой спортивной арены в составе спорткомплекса «Центрального стадиона имени В. И. Ленина» началось в январе 1955 года, строительство — в апреле того же года. Первоначально стадион вместе со всем спорткомплексом носил имя Ленина. (Центральным стадионом им. В. И. Ленина назывался не стадион как большая спортивная арена, а весь спорткомплекс.) Его торжественное открытие состоялось 31 июля 1956 года. В 1973 году он был основным местом проведения седьмой летней Универсиады, а в 1980 году стадион стал главной олимпийской ареной, одним из важнейших мест проведения летних Олимпийских игр. К этому моменту количество зрительских мест на стадионе достигало 103 тысяч, но его реконструкция в середине 1990-х годов привела к сокращению вместимости до 85 000 человек. В 1998 году стадион был включён УЕФА в список 5-звёздных европейских футбольных стадионов (с 2006 года используется система 4 категорий). Летом 2002 года на стадионе был уложен искусственный газон четвёртого поколения канадской фирмы FieldTurf. Причина укладки синтетики — суровые климатические условия России, в которых натуральный газон приходит в негодность слишком быстро. По требованию УЕФА в мае 2008 года поверх искусственного покрытия был уложен настоящий дёрн, который ко дню матча, хотя и напоминал «плохо подогнанный ковёр», всё же превосходил по качеству лежащий под ним синтетический газон. На стадионе были оборудованы сектор для инвалидов и сектор VIP C, была проведена реконструкция пресс-центра, заменены два видеотабло, установлены турникеты на всех входах на стадион.
С 1997 года в рамках маркетинга каждый финал Лиги чемпионов неизменно получает свой, уникальный логотип и концепцию дизайна. 31 октября 2007 года на Большой спортивной арене «Лужников» УЕФА представил новый дизайн, а открыл новую эмблему бывший российский вратарь Ринат Дасаев. Дизайн разрабатывался несколько месяцев и был призван отобразить культурное наследие и историю столицы России. Вся композиция выполнена в красно-жёлтых тонах.
За 45 дней до финала Лиги чемпионов прошла церемония передачи кубка Лиги чемпионов от клуба «Милан», выигравшего его в 2007 году, УЕФА, а от УЕФА — мэру Москвы Юрию Лужкову. Церемония происходила в ГУМе в присутствии официальных лиц и журналистов. В тот же день на Манежной площади состоялась презентация мяча финала Лиги чемпионов УЕФА. За дни, предшествовавшие матчу, кубок Лиги чемпионов посетил несколько российских городов — Казань, Екатеринбург, Раменское, Санкт-Петербург и Самару, где его могли видеть и сфотографироваться с ним все желающие. Также кубок побывал в местах, связанных с футболом, и на некоторых футбольных матчах.

### Билеты
Всего было напечатано около 69 500 билетов (хотя вместимость «Лужников» — чуть больше 80 000 мест, но не с каждого места хорошо видно поле, а кроме того нужно было оставить место для безопасности). Для свободной продажи было предназначено 10 500 билетов. Она проводилась через сайт УЕФА, где за два месяца до финала можно было оставить заявку на приобретение одного или двух билетов, после чего их обладатели определялись при помощи лотереи, так как заявок было больше, чем билетов. Билеты были трёх ценовых категорий: 80, 140 и 200 евро. Оплата велась через кредитные карты. Помимо этого, в новый сектор VIP C с мягкими креслами, обустроенный на стадионе специально к финальному матчу, билеты продавались через специальный сайт по цене 3000 и 5000 евро. По 21 000 билетов было передано клубам-финалистам, однако англичане, по некоторым данным, не смогли реализовать все билеты из-за цен на перелёт, проживание в Москве и её отдалённость. Около 15 000 билетов УЕФА передало своим спонсорам, партнёрам, а также РФС.

### Безопасность
Правительство Москвы поставило задачу минимизировать число встреч в Москве между болельщиками двух английских клубов. Например, чартерные рейсы фанатов из Манчестера прилетали в аэропорт «Домодедово», тогда как для поклонников «Челси» был аэропорты «Внуково» и «Шереметьево». 

### Фестиваль чемпионов на Красной площади
17 мая на Красной площади был разбит футбольный городок, где проходил Фестиваль чемпионов, приуроченный к финалу Лиги чемпионов. На его территории расположились мини-футбольное поле с травой (на котором проходил турнир юниоров и матчи всех желающих, а также мастер-классы бывших футболистов), трибуны, видеотабло, кинотеатр в виде футбольного мяча, где демонстрировался фильм о Лиге чемпионов, музей Лиги чемпионов, различные конкурсы, магазин атрибутики, стенды спонсоров УЕФА и команд-финалистов и комната, в которой находился кубок Лиги чемпионов. С кубком можно было сфотографироваться, но для этого надо было отстоять трёхчасовую очередь, растянувшуюся по Красной площади.

## Исторический фон
«Манчестер Юнайтед» и «Челси» до финала Лиги чемпионов играли друг с другом 150 раз. «Манчестер Юнайтед» выиграл 65 матчей, «Челси» — 41 матч, а в оставшихся 44 матчах была зафиксирована ничья. Из-за различных ограничений в отношении количества команд из одной страны, выступающих на европейских соревнованиях, эти команды никогда раньше не встречались в рамках данного турнира. «Челси» намного чаще встречался в нём с английскими командами, сыграв уже 12 матчей против земляков, пять из которых лондонцы выиграли, два проиграли и пять свели вничью. Этот финал Лиги чемпионов стал третьим за историю турнира, в котором встречались команды из одной страны: до этого в 2000 году мадридский «Реал» разгромил «Валенсию» со счётом 3:0 на «Стад де Франс» в Париже, а в 2003 году «Милан» обыграл «Ювентус» по пенальти на «Олд Траффорд» в Манчестере.
«Челси» — первый английский клуб, имевший право принять участие в первом розыгрыше Кубка европейских чемпионов сезона 1955/56, но Футбольная лига отклонила запрос «Челси» об участии в розыгрыше, ссылаясь на загруженный график английского чемпионата. В результате в следующем сезоне первым английским клубом в Кубке чемпионов стал именно «Манчестер Юнайтед». В сезоне 1957/58, на пути домой из Белграда после матча Кубка европейских чемпионов с «Црвеной Звездой», самолёт с игроками «Юнайтед» потерпел крушение в аэропорту Мюнхена 6 февраля 1958 года. Авиакатастрофа отняла жизни восьмерых футболистов «Манчестер Юнайтед». Мэтт Басби получил тяжёлые травмы, но выжил и спустя три месяца вернулся к руководству клубом. Он сумел перестроить команду, и в мае 1968 года «Манчестер Юнайтед» стал первым английским клубом, победившим в Кубке европейских чемпионов, в финале обыграв «Бенфику» 4:1. «Челси» выиграл свой первый европейский трофей три года спустя, победив в финале Кубка обладателей кубков «Реал» со счётом 2:1. В сезоне 1997/1998 «Челси» стал двукратным обладателем Кубка обладателей кубков, в том же году обыграв «Реал» в матче за Суперкубок УЕФА; этот европейский трофей к матчу 2008 года оставался для лондонского клуба последним). «Манчестер Юнайтед» выиграл свой второй Кубок европейских чемпионов в следующем сезоне, победив «Баварию» в финале Лиги чемпионов 1999 года. До этого, в 1991 году, «Юнайтед» также завоевал Кубок обладателей кубков.

## Матч
Из-за разницы в часовых зонах между Москвой и европейскими странами матч начался в 22:45 по московскому времени (UTC+4). Таким образом, данный финальный матч Лиги чемпионов стал первым, который начался в один день и закончился в другой.

### Составы
Наставник «Юнайтед» сэр Алекс Фергюсон гарантировал место в стартовом составе Полу Скоулзу, пропустившему финал Лиги чемпионов 1999 года. Фергюсон оставил в запасе капитана команды Райана Гиггза и португальского атакующего полузащитника Нани. В основном составе на поле вышли двое нападающих — Уэйн Руни и Карлос Тевес. Тренер не включил в заявку Пак Чи Сона, место которого занял Оуэн Харгривз. Криштиану Роналду занял место на левом фланге. На матч была выбрана тактическая схема 4-4-2.
Главный тренер «Челси» Аврам Грант выпустил на поле одного форварда — ивуарийца Дидье Дрогба. По флангам атаковать ворота соперника также должны были Джо Коул и Флоран Малуда, а из центральной зоны полузащиты — Фрэнк Лэмпард и Михаэль Баллак. Эшли Коул также вышел в стартовом составе, несмотря на то, что получил травму на тренировке после столкновения со своим одноклубником Клодом Макелеле.

### Первый тайм
Обе команды начали первый тайм осторожно, в дебюте матч в основном проходил в центре поля в невысоком темпе и изобиловал единоборствами. Первый крупный инцидент произошёл на 21-й минуте, когда Пол Скоулз и Макелеле столкнулись в воздухе, в результате чего игрок «Манчестера» получил травму носа. Первый удар по воротам Чеха нанёс Оуэн Харгривз, но голкипер забрал мяч после не слишком опасного выстрела полузащитника «Юнайтед» с правого фланга. Команды обменялись неплохими подачами в штрафную, но после передачи Роналду Харгривз к мячу не успел, а навес Лэмпарда прервал Видич.
Счёт был открыт на 26-й минуте, когда фланговый навес замкнул головой в прыжке Криштиану Роналду. «Красные дьяволы» имели хорошие шансы упрочить своё преимущество на 35-й минуте, но вратарь «Челси» справился с двумя ударами подряд Тевеса и Каррика. Ещё один отличный момент упустил Тевес после прострела Руни с правого фланга — Тевес не рассчитал своих сил и до мяча не дотянулся. У «Челси» два опасных момента создал Михаэль Баллак. Сначала он послал мяч выше ворот из-за линии штрафной, а пять минут спустя после навеса Лэмпарда и скидки Дрогба едва не сравнял счёт, продавив Фердинанда и атакуя ворота практически в упор, но ван дер Сар сыграл надёжно.
Перед самым свистком на перерыв на второй добавленной минуте «Челси» сумел отыграться. После прострела Эссьена и серии рикошетов в штрафной площади «Манчестера» мяч оказался у Лэмпарда, и тот без помех пробил по практически пустым воротам.

### Второй тайм

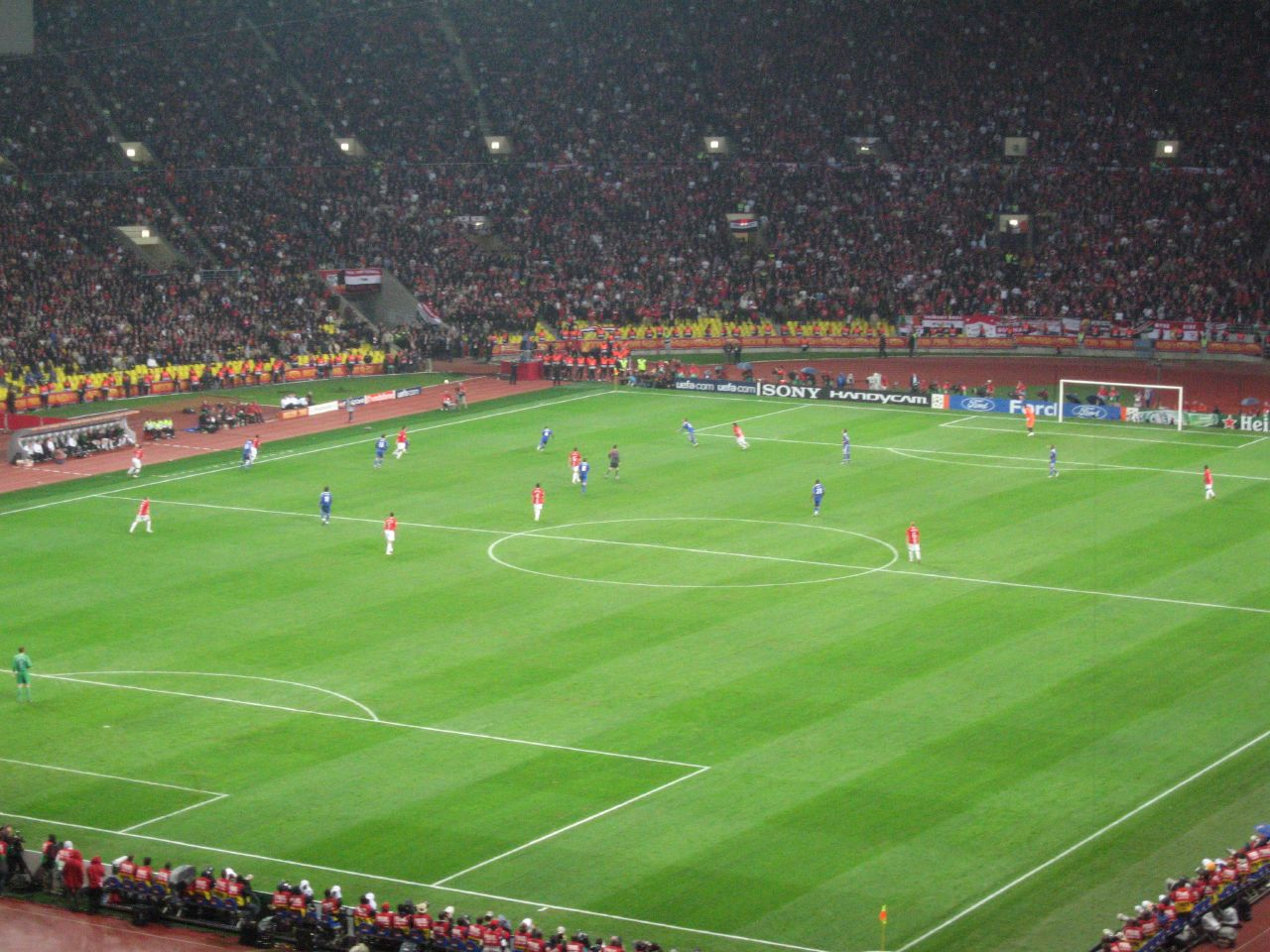
«Манчестер Юнайтед» начинает атаку

«Челси» очень заметно прибавил во второй половине матча и выровнял игру, в то время как в первом тайме преимущество было у «Юнайтед». Игра прошла в упорной борьбе. Первая атака у «Челси» возникла за счёт сольного прохода Эссьена, который перед штрафной убрал на замахе оппонента и пробил, но неточно. Вскоре уже рывок Баллака завершился ударом, но вновь мимо ворот. Дидье Дрогба имел два неплохих шанса забить гол, но сначала ивуариец после подачи углового не смог перехитрить голкипера «Манчестера», а в другом эпизоде попал в штангу. У «Манчестер Юнайтед» плотный удар в ближний угол нанёс Тевес, но мяч пролетел рядом со штангой.
На 88-й минуте основного времени матча на поле вместо Скоулза вышел Гиггз, который побил тем самым принадлежащий Бобби Чарльтону рекорд по количеству матчей, проведённых за «Манчестер». Это был 759-й матч Райана в составе манкунианцев. За 90 минут соперники не смогли выявить победителя, и арбитр из Словакии Любош Михел назначил дополнительное время.

### Дополнительное время
На первых же минутах дополнительного времени Лэмпард упустил возможность отметиться вторым голом, пробив после передачи Баллака с разворота в перекладину. Почувствовав слабину соперника и не желая доводить дела до серии пенальти, наставник «Челси» Авраам Грант попытался усилить атаку и перешёл на игру в два форварда. Уставшего Джо Коула заменил Николя Анелька. Чуть раньше вместо Малуда на поле вышел Саломон Калу. В составе «Манчестера» вместо Руни на поле появился Нани. На 101-й минуте капитан лондонцев Джон Терри спас ворота «Челси» от неминуемого гола, головой переведя мяч на угловой после удара под перекладину в исполнении Гиггза. На 114-й минуте произошла потасовка у углового флажка, которая закончилась удалением Дидье Дрогба за пощёчину Видичу. Предупреждения получили Баллак и Тевес. Итоговая статистика демонстрировала двойное преимущество «Челси» по ударам (24-12).

### Серия пенальти

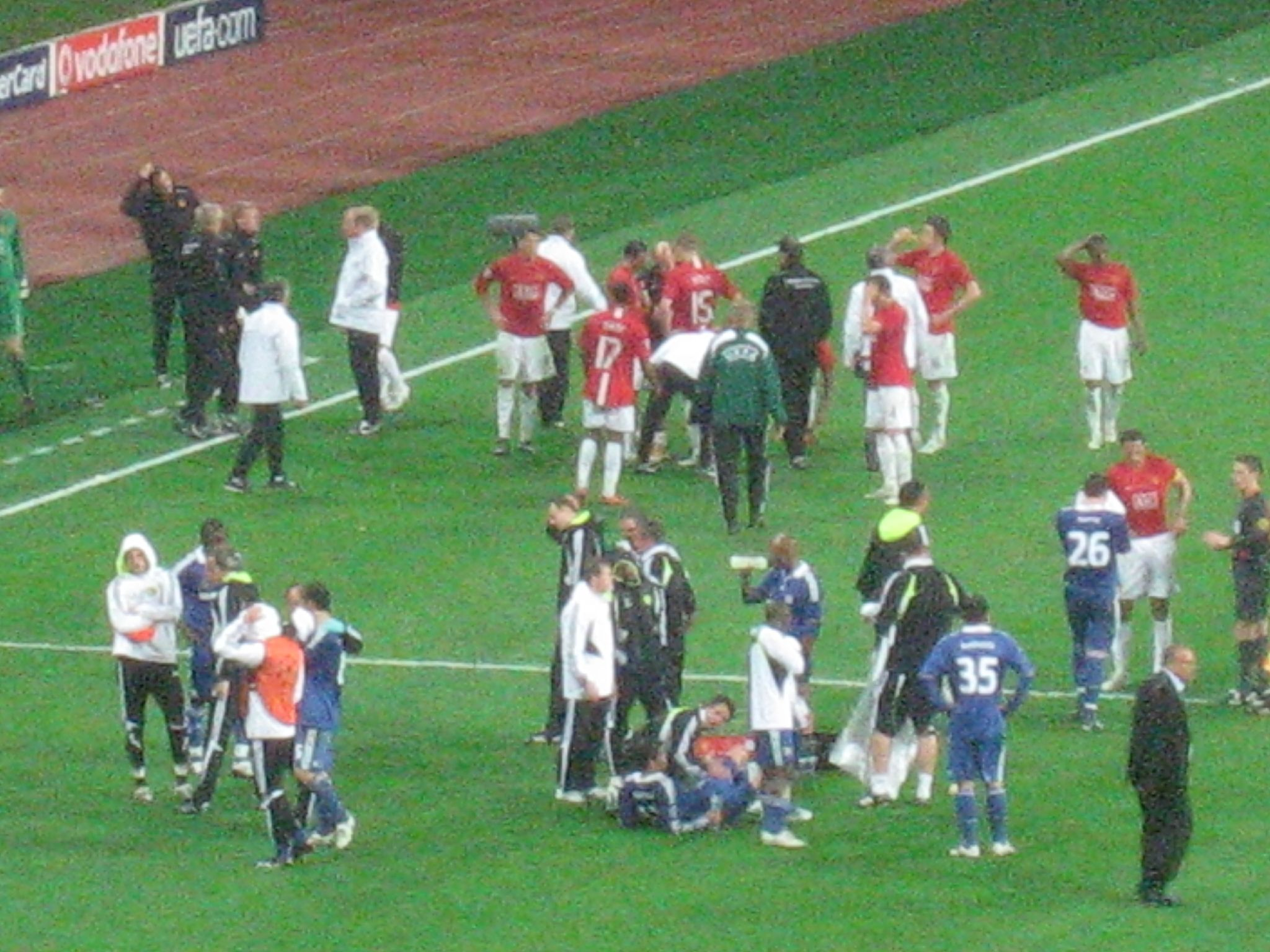
Игроки готовятся к серии пенальти

Тевес первым в составе «Манчестера» пробил пенальти, Чех не смог угадать угол, и таким образом аргентинец открыл счёт в серии. Ван дер Сар направление выстрела Баллака угадал, но отразить удар не смог — 1:1. Каррик развёл мяч и Чеха по разным углам — 2:1. Похожим образом поступил и Беллети— 2:2.
Третьим в составе «Манчестера» пошёл бить Криштиану Роналду, но Петр Чех сумел парировать его удар. Следующим бил Лэмпард и был точен в исполнении — 2:3. Следом точно в девятку отправил мяч Харгивз, а Эшли Коул пробил на силу также точно, и счёт стал 3:4. Португалец Нани также был точен, Чех угадал с направлением мяча, но не смог спасти ворота — 4:4. Капитан лондонцев Джон Терри мог принести своей команде победу в пятом раунде, но поскользнулся на газоне и пробил мимо. Дальше к мячу подошёл Андерсон, и «Юнайтед» вышел вперёд в серии — 5:4. Саломон Калу счёт сравнял — 5:5. Гиггз вновь вывел манкунианцев вперёд — 6:5. В решающей дуэли при счёте 6:5 в пользу «Юнайтед» Эдвин ван дер Сар парировал удар форварда «Челси» Николя Анелька. «Манчестер Юнайтед» стал победителем Кубка чемпионов в третий раз.

### Отчёт о матче
| Манчестер Юнайтед                                                       | 1:1 (доп. вр.) | Челси                                                          |
| ----------------------------------------------------------------------- | -------------- | -------------------------------------------------------------- |
| Криштиану Роналду 26′                                                   | (отчёт)        | Лэмпард 45′                                                    |
| Пенальти                                                                |                |                                                                |
| Тевес · Каррик · Криштиану Роналду · Харгривз · Нани · Андерсон · Гиггз | 6:5            | Баллак · Беллетти · Лэмпард · Э. Коул · Терри · Калу · Анелька |

| Манчестер Юнайтед | Челси |

| Манчестер Юнайтед: |    |                   |      |        |
| |    |                   |      |        |
| Вр | 1  | Эдвин ван дер Сар |      |        |
| Защ | 6  | Уэс Браун         |      | 120+5' |
| Защ | 5  | Рио Фердинанд (к) | 43'  |        |
| Защ | 15 | Неманья Видич     | 111' |        |
| Защ | 3  | Патрис Эвра       |      |        |
| ПЗ | 4  | Оуэн Харгривз     |      |        |
| ПЗ | 18 | Пол Скоулз        | 21'  | 87'    |
| ПЗ | 16 | Майкл Каррик      |      |        |
| ПЗ | 7  | Криштиану Роналду |      |        |
| Нап | 10 | Уэйн Руни         |      | 101'   |
| Нап | 32 | Карлос Тевес      | 116' |        |
| Запасные: |    |                   |      |        |
| Вр | 29 | Томаш Кушчак      |      |        |
| Защ | 22 | Джон О’Ши         |      |        |
| Защ | 27 | Микаель Сильвестр |      |        |
| ПЗ | 8  | Андерсон          |      | 120+5' |
| ПЗ | 11 | Райан Гиггз       |      | 87'    |
| ПЗ | 17 | Нани              |      | 101'   |
| ПЗ | 24 | Даррен Флетчер    |      |        |
| Главный тренер: |    |                   |      |        |
| Алекс Фергюсон Игрок матча по версии УЕФА: Эдвин ван дер Сар (Манчестер Юнайтед) Помощники судьи: Роман Слышко Мартин Балько Четвёртый арбитр: Владимир Гриняк |    |                   |      |        |

| Челси:          |    |                  |      |        |
|                 |    |                  |      |        |
| Вр              | 1  | Петр Чех         |      |        |
| Защ             | 5  | Майкл Эссьен     | 118' |        |
| Защ             | 6  | Рикарду Карвалью | 45'  |        |
| Защ             | 26 | Джон Терри (к)   |      |        |
| Защ             | 3  | Эшли Коул        |      |        |
| ПЗ              | 4  | Клод Макелеле    | 21'  | 120+4' |
| ПЗ              | 13 | Михаэль Баллак   | 116' |        |
| ПЗ              | 8  | Фрэнк Лэмпард    |      |        |
| ПЗ              | 10 | Джо Коул         |      | 99'    |
| Нап             | 15 | Флоран Малуда    |      | 92'    |
| Нап             | 11 | Дидье Дрогба     | 116' |        |
| Запасные:       |    |                  |      |        |
| Вр              | 23 | Карло Кудичини   |      |        |
| Защ             | 33 | Алекс            |      |        |
| ПЗ              | 35 | Жулиано Беллетти |      | 120+4' |
| ПЗ              | 12 | Джон Оби Микел   |      |        |
| ПЗ              | 21 | Саломон Калу     |      | 92'    |
| Нап             | 7  | Андрей Шевченко  |      |        |
| Нап             | 39 | Николя Анелька   |      | 98'    |
| Главный тренер: |    |                  |      |        |
| Аврам Грант     |    |                  |      |        |

### Статистика
|                        | Первый тайм | Первый тайм | Второй тайм | Второй тайм | Дополнительное время | Дополнительное время | Всего | Всего |
| Манчестер              | Челси       | Манчестер   | Челси       | Манчестер   | Челси                | Манчестер            | Челси |       |
| ---------------------- | ----------- | ----------- | ----------- | ----------- | -------------------- | -------------------- | ----- | ----- |
| Голы                   | 1           | 1           | 0           | 0           | 0                    | 0                    | 1     | 1     |
| Удары                  | 5           | 6           | 4           | 14          | 3                    | 4                    | 12    | 24    |
| Удары в створ          | 3           | 1           | 0           | 1           | 2                    | 1                    | 5     | 3     |
| Процент владения мячом | 59 %        | 41 %        | —           | —           | —                    | —                    | 58 %  | 42 %  |
| Угловые                | 2           | 2           | 2           | 4           | 1                    | 2                    | 5     | 8     |
| Фолы                   | 5           | 9           | 9           | 9           | 8                    | 7                    | 22    | 25    |
| Офсайды                | 0           | 1           | 0           | 1           | 1                    | 0                    | 1     | 2     |
| Жёлтые карточки        | 2           | 2           | 0           | 0           | 2                    | 2                    | 4     | 4     |
| Красные карточки       | 0           | 0           | 0           | 0           | 0                    | 1                    | 0     | 1     |

- Отчёт УЕФА о матче
- Статистика УЕФА по матчу

## После матча

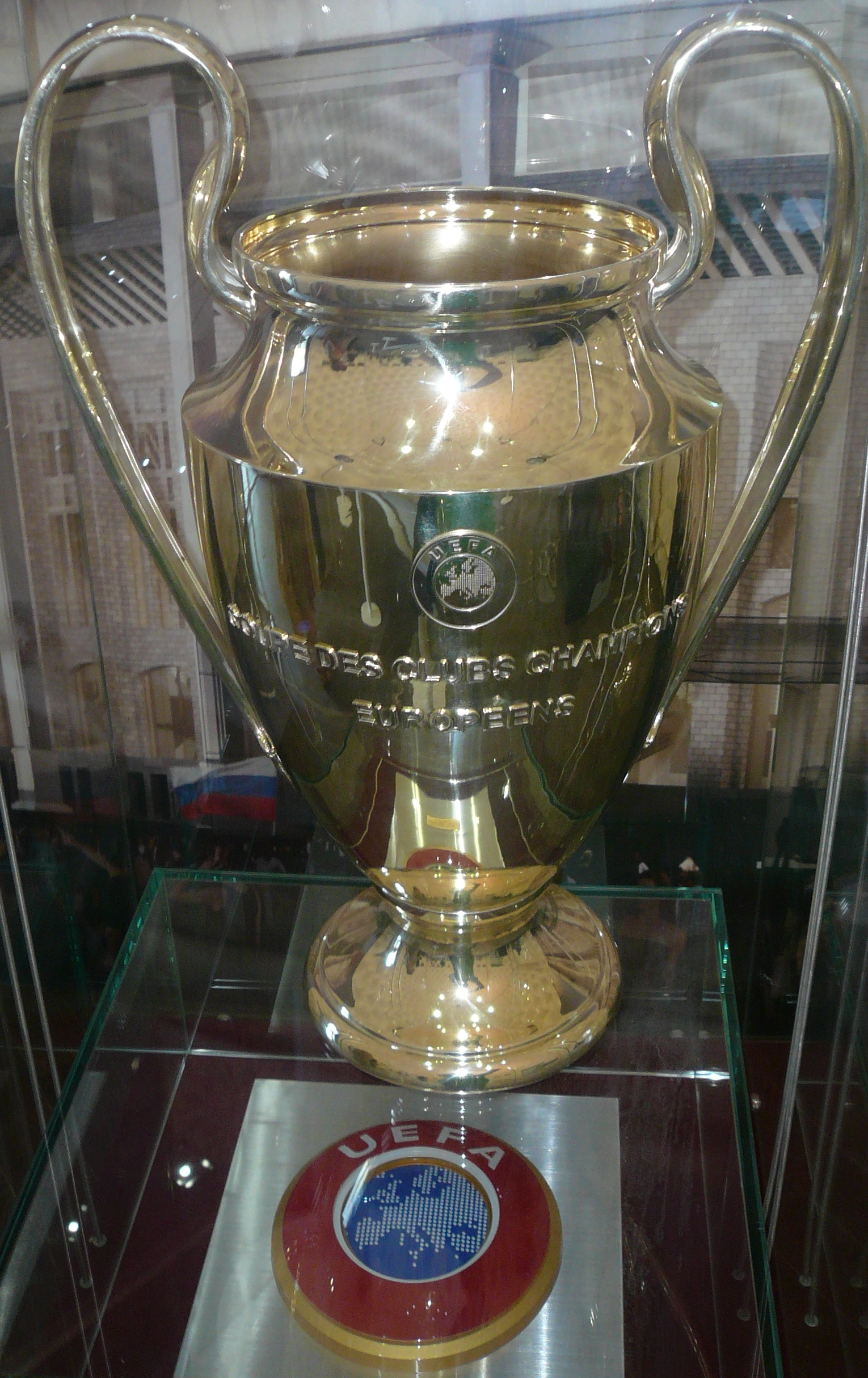
Кубок Лиги чемпионов УЕФА в музее стадиона «Лужники». В знак благодарности УЕФА подарила Москве и стадиону «Лужники» трофей турнира (к каждому финалу изготавливается несколько идентичных кубков на случай непредвиденных обстоятельств, например, утери или повреждения).

Джон Терри, промахнувшийся с одиннадцатиметровой отметки, не мог сдержать слёз после матча. Футболисты «Манчестер Юнайтед» образовали почётный коридор из двух рядов, через который футболисты проигравшего «Челси» поднялись вверх для получения медалей. Главный тренер «Челси» Аврам Грант, получив медали участника финала за себя и за удалённого Дидье Дрогба, забросил свою медаль в толпу зрителей. Сэр Бобби Чарльтон, бывший капитаном в победном финале 1968 года, провёл футболистов «Манчестер Юнайтед» в ложу для награждения. Рио Фердинанд и Райан Гиггз вдвоём подняли в воздух трофей Лиги чемпионов.
После матча в лондонском районе Фулем-Бродвей произошли стычки болельщиков «Челси» с полицией.
Главный тренер «Юнайтед» сэр Алекс Фергюсон позднее извинился перед Пак Чи Соном за то, что не включил его в заявку на матч. Криштиану Роналду заявил прессе после матча: «Я остаюсь», положив конец слухам о его предстоящем уходе из «Юнайтед» летом 2008 года.
Ассистент главного тренера «Челси» Хенк Тен Кате выразил своё раздражение по поводу удаления Дрогба, а также по поводу промаха Терри. Николя Анелька, не забивший решающий пенальти, заявил, что он не хотел пробивать одиннадцатиметровый, так как недостаточно разогрелся перед выходом на поле. Джону Терри были предложены услуги психотерапевта, чтобы преодолеть психологическую травму. Терри также обвинили в том, что он якобы плюнул в Карлоса Тевеса, однако УЕФА не обнаружила свидетельств, подтверждающих это обвинение. Через два дня после финала на официальном сайте «Челси» появилось официальное письмо Терри к болельщикам клуба, в котором он извинился за свой промах с одиннадцатиметровой отметки.
Аврам Грант был уволен с поста главного тренера «Челси» через три дня после матча.

## Освещение матча на телевидении

### Телетрансляция
В Соединённом Королевстве матч одновременно транслировали бесплатный канал ITV 1 и платный Sky Sports 1, выигравший в 2005 году тендер на право показа матчей Лиги Чемпионов с сезона 2006-07 до 2008-09. Sky показывал матч с использованием около 30 камер и привлечением порядка сотни сотрудников; именно эта телекомпания как основной вещатель передавала свою картинку всем остальным каналам. Ведущим трансляции на ITV работал Стив Райдер, комментатором — Клайв Тайлдсли, комментатором-экспертом — Дэвид Плит, аналитиками в студии — Энди Таунсенд и Марк Хьюз. На Sky матч обслуживали ведущий Ричард Киз, эксперты в студии Грэм Сунесс, Джейми Реднапп и Рууд Гуллит (по телефону). Комментировали встречу Мартин Тайлер и Энди Грей.
Матч вызвал большой интерес публики: за всё время трансляции на ITV (19:00—23:15 по Гринвичу) среднее количество зрителей составило 9,6 млн (43 % от общей британской телеаудитории), за время матча (19:45—22:35) — 11,1 млн (46 %), максимальное же количество зрителей (14,6 млн) матч привлёк к экранам в 22:30, во время серии пенальти. Средняя аудитория трансляции на Sky составила 1,3 млн, во время самого матча — 1,8 млн, а пиковая (в пятиминутный отрезок перед концом дополнительного времени) — 2 млн. На ирландском канале RTÉ Two средняя аудитория четырёхчасовой трансляции составила 653 000 (доля от общего числа ирландских зрителей — 44 %), а максимальная — 998 000 (доля 62 %). В США матч показывали одновременно два канала корпорации ESPN: на англоязычном ESPN2 средняя аудитория составила 1,097 млн зрителей, на испаноязычном ESPN Deportes — 213 000. Суммарная аудитория превысила 1,3 млн; это был первый случай в истории ESPN, когда матч под эгидой УЕФА смотрели более миллиона болельщиков.

### Реклама
Ожидая, что трансляция привлечёт до 13 млн зрителей, ITV подняла цены на 30-секундный рекламный ролик во время финального матча на 100—150 тысяч фунтов, и цена ролика таким образом достигала 250 000 фунтов. Прибыль ITV от рекламы ожидалась на уровне 9 млн фунтов, причём в случае необходимости в дополнительном времени и серии пенальти эта цифра должна была подняться до 10 миллионов. Для сравнения, обычный рекламный доход от проводимого в среду матча составлял 2-3 миллиона, а от матча Лиги Чемпионов без участия британских команд 3-4 миллиона фунтов. Известно, что право показа своих рекламных роликов на ITV купили Ford, Cadbury, Nike, Heineken, Audi и BlackBerry. Цены на рекламу на Sky не разглашались, но известно, что канал планировал показывать ролики Audi, Ford, Nike, Samsung и Pepsi.

## Призовые
Выиграв финал, «Манчестер Юнайтед» добавил ещё 7 млн евро к уже заработанным 5,4 миллиона за участие в Лиге чемпионов, 5,7 миллиона за результаты на групповом этапе и 7,7 миллиона за достижения в плей-офф. «Челси» тоже получил бонусы в размере 5,4 млн евро за участие в турнире и 7,7 миллионов за победы в трёх раундах плей-офф, но заработал только 5,1 евро на групповом этапе, набрав на четыре очка меньше, чем «Юнайтед», и 4 миллиона за поражение в финале.
Кроме заработанных клубами 23,4 и 19,8 млн евро призовых, оба финалиста также получили крупные суммы отчислений от УЕФА. Общий фонд доходов составил 277 млн евро и был распределён между всеми 32 клубами, участвовавшими в групповом этапе, пропорционально значимости каждого из национальных футбольных чемпионатов на рынке телетрансляций. Четыре пробившихся в групповой турнир клуба Английской Премьер-лиги получили из общего фонда около 60 млн евро; схема распределения учитывала место каждой из команд в чемпионате и количество матчей, сыгранных в Лиге чемпионов; таким образом, «Манчестер Юнайтед», чемпион Англии, получил около 19,5 млн евро, а серебряный призёр «Челси» — порядка 16,5 млн евро.
Выиграв Лигу чемпионов, «Манчестер Юнайтед» получил право сыграть в матче на Суперкубкок УЕФА против выигравшего Кубок УЕФА «Зенита» из Санкт-Петербурга и выступить на Клубном чемпионате мира в Японии. Матч за Суперкубок состоялся в августе 2008 года на стадионе «Луи II» в Монако; победу в матче одержал «Зенит» со счётом 2:1. На Клубном чемпионате мира «Красные дьяволы» обыграли в полуфинале победителя Лиги чемпионов АФК, клуб «Гамба Осака», со счётом 5:3, а в финале — обладателя Кубка Либертадорес «ЛДУ Кито» со счётом 1:0, став первым и единственным на тот момент английским клубом, выигравшим этот турнир.